# Gare de Shisho
La gare de Shisho (四所駅, Shisho-eki) est une gare ferroviaire localisée dans la ville de Maizuru, dans la préfecture de Kyoto, au Japon. La gare est exploitée par la compagnie Kyoto Tango Railway, sur la ligne Miyazu. Cette gare est également surnommée 四所しだれ桜公園 (Shisho Shidarezakura Kōen) dû à la présence de nombreux Prunus pendula.

## Disposition des quais
La gare de Shisho est une gare disposant de deux quais et de deux voies
| N° de voie | Ligne        | Direction     |
| ---------- | ------------ | ------------- |
| 1          | ▆ KTR Miyazu | Nishi-Maizuru |
| 2          | ▆ KTR Miyazu | Miyazu        |

## Gares/Stations adjacentes
| Kyoto Tango Railway |              |              |              |                         |
| Direction Miyazu    | Ligne Miyazu | Ligne Miyazu | Ligne Miyazu | Direction Nishi-Maizuru |
| Shinonome M10       |              | Local        |              | Nishi-Maizuru M08       |